# Franz Joseph Holzwarth
Franz Joseph Holzwarth (* 21. Dezember 1826 in Schwäbisch Gmünd; † 14. Juni 1878 in Freiburg im Breisgau) war ein deutscher katholischer Geistlicher und Autor.
Nachdem er in Ellwangen das Gymnasium besucht hatte, studierte er 1845–1849 in Tübingen Theologie. Am 10. August 1850 zum Priester geweiht, war er einige Zeit Kaplan in Ulm, 1851–1857 Repetent im Tübinger Wilhelmsstift, wo er auch Vorlesungen über Geschichte und Literaturgeschichte hielt. Nachdem er mit Staatsunterstützung eine wissenschaftliche Reise nach Frankreich unternommen hatte, wurde er Pfarrkurat in Cannstatt, 1862 Pfarrer in Tannheim bei Biberach. Später war er Erzieher des dort ansässigen jungen Grafen von Schaesberg. Von einer Italien-Reise mit diesem kam er krank zurück. Die letzte Zeit lebte er ständig kränkelnd in Freiburg. 
Außer einer Abhandlung „Ueber den gegenwärtigen Stand der Frage über Alter und Ursprung der Waldensersecte“ in der Tübinger Quartalschrift 1854 und einem Werke über den „Abfall der Niederlande“ (2 Bände, 1865 ff.) hat Holzwarth zahlreiche Volks-, Jugend-, Erbauungs- und populärhistorischen Schriften veröffentlicht, unter anderem: „Deutsche Legende. Geschichte der Heiligen des deutschen Volkes“, 1861 (nicht vollendet); „Stunden katholischer Andacht“, 1868 ff. (auf 6 Bände berechnet, nur 4 erschienen); „Gerichte Gottes über die Verfolger der Kirche“, 1872 (5 Hefte); „Briefe über das h. Meßopfer“, 1873; „Julian der Abtrünnige“, 1874. Von 1862 an bearbeitete er mehrere Auflagen des „Lebens der Heiligen“ von Andreas Räß und Nikolaus Weis. 1861–70 erschienen 17 Bände „Handbücher für das priesterliche Leben“, herausgegeben von mehreren Geistlichen, redigiert von Holzwarth. 1876 begann er noch die Herausgabe einer auf 6–7 Bände berechneten „Allgemeinen Weltgeschichte für das katholische Volk“; er starb aber vor der Vollendung des dritten Bandes.